# Palermo (Kolumbien)
Palermo ist eine Gemeinde (municipio) im Departamento Huila in Kolumbien.

## Geographie
Palermo liegt in Huila, in der Subregion Subnorte, 18 km von Neiva entfernt und hat eine Durchschnittstemperatur von 26 °C. Die Gemeinde hat vier verschiedene geografische Zonen. Im Westen hat Palermo einen Anteil an der Zentralkordillere der kolumbianischen Anden. Der städtische Teil der Gemeinde liegt in einem Tal, an das sich östlich eine Hügelkette anschließt, die von Granitstein geprägt ist. Der Osten der Gemeinde liegt im Tal des Oberlaufs des Río Magdalena. Palermo gehört zur inoffiziellen aber de facto existierenden Metropolregion Neiva. Die Gemeinde grenzt im Norden an Neiva, im Süden an Yaguará und Teruel, im Osten an Rivera, Campoalegre und Neiva und im Westen an Santa María und Neiva sowie an Planadas in Tolima.

## Bevölkerung
Die Gemeinde Palermo hat 27.322 Einwohner, von denen 12.812 im städtischen Teil (cabecera municipal) der Gemeinde leben. In der Metropolregion leben 499.618 Menschen (Stand: 2022).

## Geschichte
Das Gebiet der heutigen Gemeinde war bei der Ankunft der Spanier vom indigenen Volk der Paez besiedelt. Der heutige Ort geht zurück auf eine Siedlung im Jahr 1632 und hieß lange Zeit Guagua. Guagua erhielt 1774 den Status einer Gemeinde. Die Gemeinde trägt seit 1906 ihren heutigen Namen.

## Wirtschaft
Die wichtigsten Wirtschaftszweige von Palermo sind Bergbau (insbesondere Kohle, Kalkstein, Gold), Landwirtschaft (insbesondere Reis und Kaffee), Tierhaltung (insbesondere Rinder, Milchkühe und Schweine), Teichwirtschaft und Industrie.